# Manzana Primera Parte Alta
Manzana Primera Parte Alta är en ort i Mexiko, tillhörande kommunen Jiquipilco i den nordvästra delen av delstaten Mexiko. Orten hade 706 invånare vid folkräkningen 2010.